# Streptococcus salivarius
Streptococcus salivarius ist ein Bakterium der normalen Mundflora des Menschen. Es kann als Probiotikum zum Schutz vor Krankheitserregern im Mund und Rachen eingesetzt werden, kann aber unter Umständen bei einer Immunschwäche Krankheiten verursachen.

## Merkmale
Die Zellen von Streptococcus salivarius sind morphologisch kokkenförmig und haben einen Durchmesser von 0,8 bis 1 μm. Sie bilden typische Zellketten von unterschiedlichen Längen: von Diplokokken, also nur aus zwei Zellen bestehend, bis hin zu Ketten aus über 30 Zellen. Flagellen sind nicht vorhanden. Das Bakterium reagiert auf den Gram-Test positiv.
Auf saccharosehaltigem Agar reagiert Streptococcus salivarius mit löslichen Zuckermolekülen. Dabei handelt es sich um eine Kettenform aus Fructose, das Lävan. Hierzu dient das Enzym Lävansaccharase, welches zu den Hexosyltransferasen zählt und wodurch größere schleimartige (mukoide) Kolonien gebildet werden können.
Einige Stämme produzieren auch Dextrane, eine Form von nicht-löslichen Ketten aus Glucose. Die Produktion von Glucanen und Fructanen ist ein wichtiges Merkmal verschiedener oraler, also im Mund von Menschen lebender, Streptokokken, dazu gehören außer S. salivarius noch zum Beispiel Streptococcus mutans, Streptococcus sanguis und Streptococcus oralis.
Die Mehrheit der Stämme von Streptococcus salivarius ist auf Blutagar nicht-hämolysierend, das heißt, sie bilden keine Toxine, die rote Blutkörperchen (Erythrozyten) zerstören (Hämolyse). Allerdings treten gelegentlichen auch α-hämolytische und β-hämolytische Kulturstämme auf. Erstere bilden einen grünlichen Hof um die Kolonien, es wird auch von der „Vergrünung“ gesprochen. Diese Arten entziehen den roten Blutkörperchen zum Beispiel Kalium, die Erythrozyten werden aber dabei nicht vollständig aufgelöst. Bei den β-hämolytischen Arten werden die Blutzellen nun völlig aufgelöst. Die nicht-hämolysierenden Arten werden auch als „y-hämolytisch“ bezeichnet. Trotzdem wird Streptococcus salivarius zu der Viridans-Gruppe gezählt, in der viele Bakterien eine vergrünende Hämolyse aufweisen. Diese Gruppe, die phylogenetisch nicht genau definiert ist, besteht aus beim Menschen vorkommenden Kommensalen, die einen Großteil der Mundflora ausmachen.
Bei vielen Arten von Streptokokken ist in der Zellwand ein bestimmtes Polysaccharid ausgeprägt, das als Antigen wirkt, das sogenannte C-Polysaccharid. Je nach Struktur des Polysaccharids werden die Arten in die sogenannten Lancefield-Gruppen unterteilt. Hierbei fällt Streptococcus salivarius je nach Kulturstamm in die K-, L- oder M-Gruppe.

## Stoffwechsel
Der Stoffwechselweg von Streptococcus salivarius ist die Fermentation. Es handelt sich um die homofermentative anaerobe Milchsäuregärung. Hierbei tritt nur ein einzelnes Gärungsprodukt, die Milchsäure, auf. Das Endprodukt ist bei den meisten Stämmen das L-Isomer der Milchsäure.
Es toleriert die Anwesenheit von Sauerstoff (aerotolerant). Zur Ernährung ist es auf Kohlenhydrate angewiesen. Es benötigt wie alle Milchsäurebakterien Zusätze von Vitaminen zum Wachstum; somit ist es auch auxotroph. Esculin und Stärke werden gespalten (hydrolysiert). Harnstoff wird von einigen Kulturstämmen hydrolysiert. Arginin und Hippurinsäure werden nicht hydrolysiert. Der Voges-Proskauer-Test (VP) fällt bei der Mehrheit der Stämme positiv aus, sie bilden Acetoin. Der Katalase-Test verläuft negativ. Mannitol und Sorbitol werden nicht fermentiert.

## Chemotaxonomische Merkmale
Der Anteil von Guanin und Cytosin innerhalb der DNA (der sogenannte GC-Gehalt) von Streptococcus salivarius beträgt 39 bis 42 Mol-Prozent. Von dem am Aufbau der Zellwand von Bakterien beteiligten Makromolekül Murein wurden bei Streptococcus salivarius zwei verschiedene Arten gefunden: der Lys-Ala2-3-Typ und der Lys-Thr-Gly-Typ.

## Systematik
Streptococcus salivarius zählt zu der Familie der Streptococcaceae der Firmicutes.
Phylogenetisch werden die Streptokokken in 6 Gruppen eingeteilt: Anginosus-, Bovis-, Mitis-, Mutans-, Pyogenes- und Salivarius-Gruppe. Zu letzteren zählen außer Streptococcus salivarius noch S. alactolyticus, S. hyointestinalis, S. infantarius, S. thermophilus und S. vestibularis. Innerhalb der medizinischen Mikrobiologie wird die Art zu der Gruppe der Viridans-Streptokokken gestellt, hierbei handelt es sich um eine nicht-phylogenetische Einteilung. Als Unterart von Streptococcus salivarius wurde früher unter dem Namen Streptococcus salivarius subsp. thermophilus noch das Bakterium Streptococcus thermophilus geführt.

## Probiotikum
Streptococcus salivarius bildet bestimmte Substanzen die antimikrobiell wirken können. Man spricht von „bacteriocin-like inhibitory substances“ (BLIS). Es wurden mehrere Untersuchungen bezüglich Streptococcus salivarius durchgeführt.
Es kann zum Beispiel gegen phylogenetisch nah stehende Arten, wie zum Beispiel S. pyogenes wirken. Hierbei wird die Wahrscheinlichkeit, an Pharyngitis zu erkranken, herabgesetzt. Ebenfalls scheint es als Prophylaxe gegen Karies zu wirken, es wirkt gegen die Arten S. mutans und S. sobrinus.

## Pathogenität
Streptococcus salivarius zählt zur natürlichen Mundflora des Menschen. Er besiedelt bereits zwei Tage nach der Geburt Mund und Rachen. Dieser Keim kann aber als opportunistischer Krankheitserreger unter Umständen Krankheiten verursachen. Die Bakterien können, zum Beispiel wenn sie durch orale Mikroläsionen in den Blutkreislauf gelangen, bei Menschen mit einem Mangel an bestimmten Immunzellen (Neutropenie) eine Sepsis auslösen. Die Art wurde unter anderem mit Endokarditis und Meningitis in Verbindung gebracht. Es hat sich gezeigt, dass S. salivarius bei Ratten Karies verursacht, es wird aber davon ausgegangen, dass er beim Menschen nur eine geringe Gefahr für Karies darstellt. Auch bei stark immungeschwächten Patienten kann das Bakterium krankheitserregend wirken, wie zum Beispiel in Verbindung mit Karzinomen.